# 더 셀
《더 셀》(영어: The Cell)은 2000년 개봉한 미국의 SF 심리 공포 스릴러 영화이다. 타르셈 싱이 연출하고, 제니퍼 로페즈, 빈스 본, 빈센트 도노프리오 등이 출연하였다. 싱의 첫 영화 연출작이다.
2001년 제73회 아카데미상에서 분장상 후보(미셸 버크, 에드워드 F. 엔리케스)에 올랐다.
2009년 속편 《더 셀 2》(The Cell 2)가 DVD로 출시되었다.

## 줄거리
한 아동 심리학자가 연쇄 살인범이 납치한 여성들이 감금된 비밀의 장소를 찾기 위해 신기술을 이용하여 혼수상태에 빠진 연쇄 살인범의 정신 속으로 들어가게 된다.

## 출연진
- 제니퍼 로페즈 - 캐서린 딘 역
- 빈스 본 - 특수 요원 피터 노백 역
- 빈센트 도노프리오
  - 제이크 토머스
- 메리앤 존뱁티스트
- 제이크 웨버
- 딜런 베이커
- 제임스 개먼
- 타라 서브코프
- 제리 베커
- 딘 노리스
- 무세타 밴더
- 파트리크 보쇼
- 프루잇 테일러 빈스
- 피터 사즈가드 (크레디트 미기재)

## 우리말 녹음
KBS 성우진 (2005년 1월 16일)
- 강희선 - 캐서린(제니퍼 로페즈)
- 이규화 - 노백(빈스 본)
- 김세한 - 헨리(딜런 베이커)
- 노민 - 콜(딘 노리스)
- 유민석
- 조동희
- 강미형
- 이연희
- 윤병화
- 문관일
- 김관진
- 오인성
- 안소연
- 김승태
- 김민아